# Bolsa de Bruselas
La Bolsa de valores de Bruselas (en francés: Bourse de Bruxelles; en neerlandés: Beurs van Brussel) (BSE) fue fundada en Bruselas (Bélgica) por decreto napoleónico en 1801. El 22 de septiembre de 2000, la Bolsa de Bruselas se fusionó con la Bolsa de París y la Bolsa de Ámsterdam para formar Euronext, la primera bolsa de valores paneuropea para acciones y derivados, siendo nombrada Euronext Bruselas. El índice más popular de la Bolsa de Bruselas es el BEL 20.

## El edificio
Erigido sobre el bulevar de Anspach entre 1868 y 1873 según los planos del arquitecto León-Pierre Suys, el edificio de la Bolsa se incluyó en el programa de saneamiento ambiental y embellecimiento de la ciudad, abovedamiento del río Senne y la creación de bulevares en el centro de Bruselas. En plena expansión económica, este edificio imponente vino a responder a la necesidad esencial de un sitio donde realizar las transacciones comerciales. Ocupa el emplazamiento del antiguo mercado de la mantequilla, que a su vez se levantaba sobre los restos del antiguo convento de recoletos. El edificio ecléctico une grandeza y fantasía, y combina elementos de estilo neorrenacentista y Segundo Imperio, con una explosión de adornos y esculturas de artistas famosos como un joven Auguste Rodin.